# Землетрясение в Иране (2017)
12 ноября в 18:18 по Гринвичу (21:48 по тегеранскому времени, 21:18 по аравийскому стандартному времени) на ирано–иракской границе произошло мощное землетрясение магнитудой 7,3, в основном в иранской провинции Керманшах. Эпицентр находился в 32 км к юго-юго-западу от города Халабджа, Ирак.
Толчки ощущались по всему Ближнему Востоку и в некоторых других регионах. По меньшей мере 540 человек погибли и 7890 человек получили ранения, многие числятся пропавшими без вести. Это самое смертоносное землетрясение 2017 года.

## Жертвы
По меньшей мере 530 человек погибли и 7460 человек получили ранения на территории Ирана с наибольшим числом жертв в провинции Керманшах. По меньшей мере 10 человек погибли и ещё 430 получили ранения в соседнем Ираке, по данным официальных представителей Иракского Курдистана.

## Последствия
Турция предложила помощь своего управления по чрезвычайным ситуациям, анонсировав готовность выслать 92 спасателя и предоставить 4000 палаток и 7000 одеял.